# Anabad
Anābad (farsi انابد) è una città dello shahrestān di Bardeskan, circoscrizione di Anabad, nella provincia del Razavi Khorasan in Iran. Aveva, nel 2006, una popolazione di 5.968 abitanti.